# قبائل جرمانية شرقية
 القبائل الجرمانية الشرقية (East Germanic tribes) تشكل موجة من المهاجرين الذين قد انتقلوا من إسكندنافيا إلى المنطقة الواقعة بين اودر وفيستلا الأنهار بين 600—300 قبل الميلاد في وقت لاحق ذهبوا إلى الجنوب.
- الفاندال هم إحدى القبائل الجرمانية الشرقية، اقتطعوا أجزاء من الإمبراطورية الرومانية في القرن الخامس الميلادي وأسسوا لهم دولة في شمال أفريقيا مركزها مدينة قرطاج وضموا إليها جزيرة صقلية والعديد من جزر البحر المتوسط. يعتقد أن اسم الأندلس مشتق من اسم هذه القبيلة (في الأصل سميت المنطقة فاندلوسيا ثم حولها العرب للأندلس) حيث سكنوا جنوب أيبيريا لمدة من الزمن ثم انتقلوا بعدها لأفريقيا. في عام 455 اقتحم الفاندليون مدينة روما وعاثوا فيها فسادا وخربوها تخريبا عظيما ولا سيما في الآثار الفنية والأدبية.
- قوط
- القوطيون الغربيون
- قوط شرقيون
- السكيريون، هم تجمع لشعوب الجرمانية الشرقية، وشهدوا أحدثا تاريخية بين القرن الثاني قبل الميلاد والقرن الخامس بعد الميلاد.